# 拉方扎·巴特勒
拉方扎·罗曼尼奇·巴特勒（英語：Laphonza Romanique Butler，1979年5月11日—）是美国工会骨干及政治人物，曾于2023年至2024年担任加利福尼亚州的联邦参议员。巴特勒的职业生涯始于担任工会组织者，并于2013年至2018年担任加利福尼亚州服务员工国际联合会（SEIU）州委员会主席。作为民主党人，她于2018年至2021年担任加州大学系统董事，并于2021年至2023年担任EMILY's List主席。
巴特勒是卡瑪拉·哈里斯的长期盟友。2023年10月1日，加利福尼亚州州长加文·纽森任命巴特勒填补因黛安娜·范斯坦去世而产生的联邦参议院空缺，成为首位公开身份的非裔LGBT联邦参议员。上任不久后，她宣布将不参与2024年选举的连任竞选，亚当·希夫随后当选成为接替她的参议员。

## 生平
巴特勒于1979年5月11日出生于密西西比州马格诺利亚，是家中三个孩子中最小的一位。她的父亲在其16岁时因心脏病去世。1997年，巴特勒以优异的学业成绩从南派克高中毕业，并担任该校的致辞生。2001年，她获得了杰克逊州立大学的政治学学士学位。

## 职业生涯

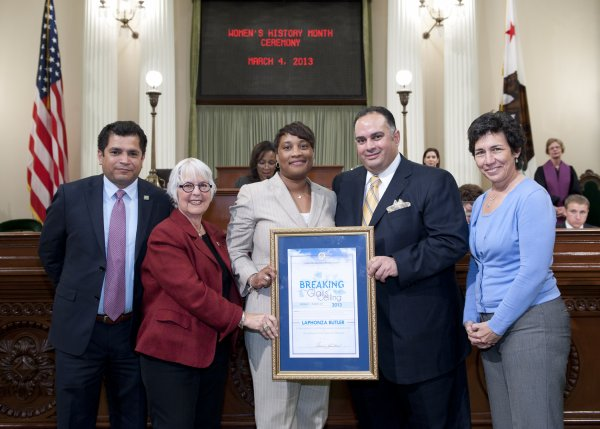
巴特勒（中间）与州众议员吉米·戈麦斯、博妮·洛温塔尔、约翰·佩雷斯及苏珊·埃格曼于2013年的合影

巴特勒的职业生涯始于担任工会组织者，她曾为巴尔的摩和密尔沃基的护士、费城的清洁工以及康涅狄格州纽黑文的医院工作人员进行组织工作。2009年，她搬到加利福尼亚州，在那里负责家庭护理人员和护士的组织工作，并担任SEIU联合长期护理工人和SEIU地方工会2015年的会长。巴特勒于2013年当选为SEIU州委员会主席，她积极推动加利福尼亚州最低工资的提升以及对该州富裕居民增税的相关工作。作为2015年SEIU地方工会的会长，巴特勒在2016年民主党总统初选期间公开支持希拉里·克林顿。此外，巴特勒还担任加利福尼亚州的选举人之一，并在2016年总统大选中投票支持克林顿。
2018年，加利福尼亚州州长杰瑞·布朗任命巴特勒为加利福尼亚大学的校董，任期为12年。她于2021年辞去了校董职务。
巴特勒于2018年加入位于加利福尼亚的政治咨询公司SCRB Strategies，并担任合伙人。在SCRB工作期间，她在卡玛拉·哈里斯2020年总统竞选中发挥了重要作用。自2010年哈里斯首次竞选加利福尼亚州总检察长以来，巴特勒便是哈里斯的政治盟友，并在当时协助哈里斯获得了SEIU的背书。在SCRB期间，巴特勒曾为优步提供有关与工会互动的建议。当时，优步正面临州立法的挑战，试图阻止其司机被归类为员工。据《纽约时报》报道，巴特勒曾就如何应对工会（如团队工会和SEIU）向优步提供建议，并多次参与了共享经济公司与工会代表之间的面对面会议。巴特勒于2020年离开SCRB，加入爱彼迎担任北美公共政策与活动总监。
在2021年，巴特勒获任EMILY's List的第三任主席，是首位担任此职的黑人女性及母亲。2022年2月，巴特勒加入了Vision to Learn的董事会。

## 联邦参议员

### 委任

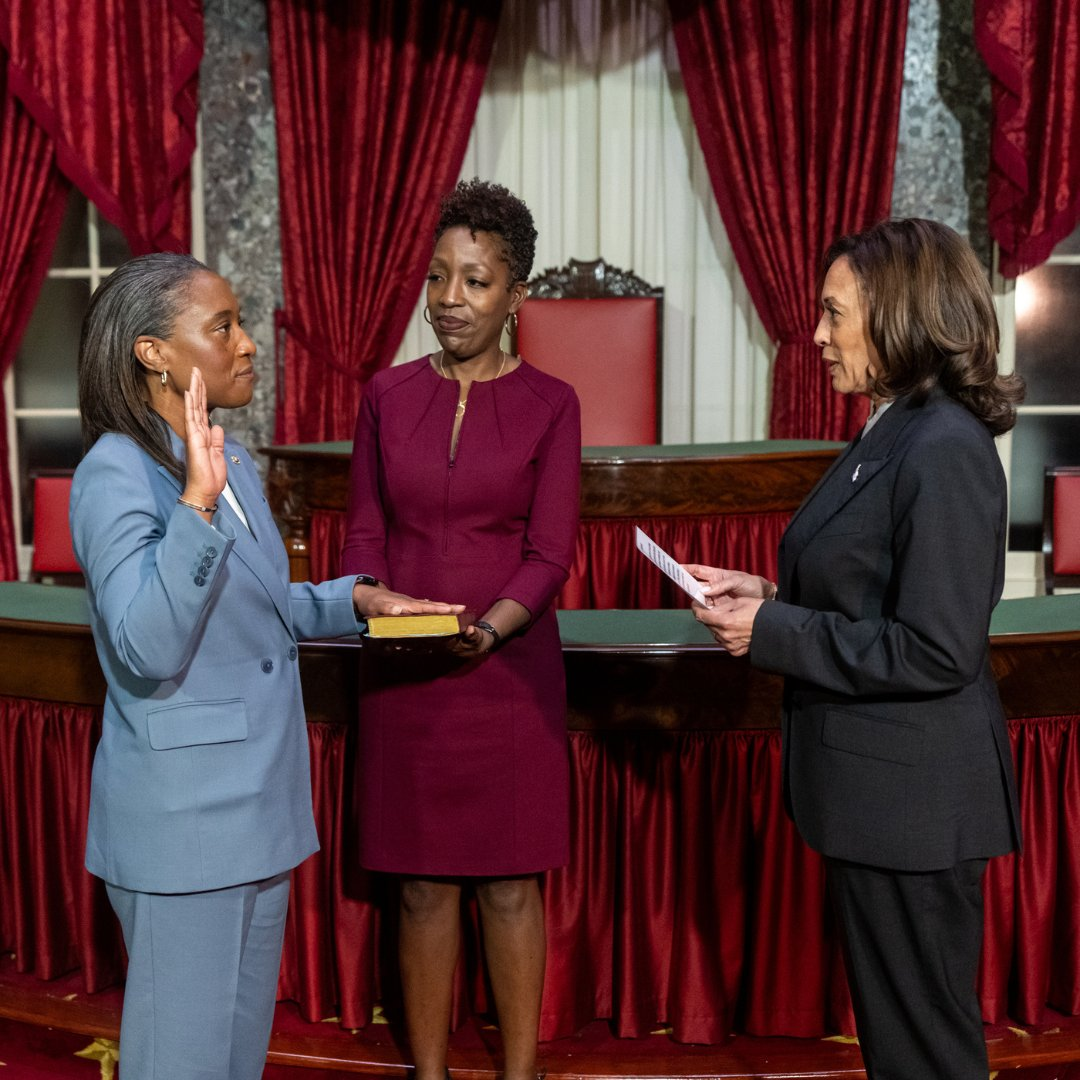
巴特勒于2023年在参议院旧议事厅由副总统卡马拉·哈里斯的带领下宣誓就职。其同性伴侣内内基·李（中）手持巴特勒宣誓所用的圣经

2023年2月，现任美国参议员黛安娜·范斯坦宣布她将不再于2024年竞选第六个完整任期。她于2023年9月29日去世，享年90岁。在范斯坦去世时，已有几位知名候选人宣布竞选她的席位，包括联邦众议员芭芭拉·李、凯蒂·波特和亚当·希夫。加利福尼亚州州长加文·纽森此前承诺将提名一位黑人女性担任该职务。
在2023年10月1日，纽森选择巴特勒填补范斯坦去世后留下的参议院空缺，兑现了他任命一位黑人女性的承诺。巴特勒虽然在2021年搬到了马里兰州，但仍被选中，尽管她当前并没有住在加利福尼亚州。美国宪法只要求参议员是其所代表州的“常住居民”（inhabitant）。纽森的办公室表示，巴特勒将在担任参议员之前重新在加利福尼亚州进行选民登记。在提名巴特勒之前，纽森宣布他的提名人如果愿意可以在2024年参选，这与他之前的立场有所不同。在宣誓就职后，巴特勒宣布她不会参加完整的参议院任期选举，也不会参加2024年11月填补范斯坦任期的最后两个月的特别选举，这两场选举最终被亚当·希夫赢得。
在2023年10月3日宣誓就职时，巴特勒成为加利福尼亚州第一位黑人女性联邦参议员，亦是加利福尼亚州第一位公开出柜的LGBT联邦参议员。

### 任内
巴特勒在2024年1月17日进行了她的首次发言。从2024年2月起，她在参议院发言时朗读被禁书籍，以引起人们对书籍禁令的关注。
在2024年1月，巴特勒投票支持伯尼·桑德斯提出的一项决议，旨在将《对外援助法》的人权条款适用于美国对以色列军队的援助。该提案以72票对11票被否决。

### 所参加委员会
- 银行、住房和城市事务委员会[37]
  - 住房、交通和社区发展小组委员会
  - 国家安全和国际贸易及金融小组委员会
  - 证券、保险和投资小组委员会
- 国土安全和政府事务委员会[37]
  - 政府运作和边境管理小组委员会
  - 常设调查小组委员会
- 司法委员会[37]
  - 宪法小组委员会（主席）
  - 刑事司法和反恐小组委员会
  - 联邦法院、监督、机构行动和联邦权利小组委员会
  - 人权和法律小组委员会
- 规则与管理委员会[37]

## 个人生活
巴特勒是一名女同性恋者，与同性伴侣内内基·李有一个女儿。她在2021年担任EMILY's List主席期间迁居至马里兰州银泉，同时仍在洛杉矶县的维尤公园拥有一处房产。当2023年10月纽森任命她为参议员时，她重新迁回在加州的住所，并于此地重新进行选民登记。